# 北區 (堺市)
北区（日语：／ Kita ku */?）是日本大阪府堺市的7個行政区之一，位於堺市的東北部。區內在1960年代起規劃了新市鎮，並有大阪市營地下鐵御堂筋線可直接抵達，也成為堺市內人口最多且人口密度最大的一區。。

## 歷史
北區的範圍在令制國時代分屬和泉國大鳥郡、河內國八上郡和攝津國住吉郡，在江戶時代位於和泉國的區域為田安德川家領地，位於河內國的區域為館林藩領地，位於攝津國的區域則為幕府直轄領。明治維新後，這些區域先是分別隸屬堺縣、大阪府、館林縣，直到1871年第一次府縣整併中，全數被劃入堺縣，而後又在1881年隨著堺縣被併入大阪府而成為大阪府的一部分。
1889年實施町村制時，現在的北區範圍在當時分屬五箇莊村、西百舌鳥村、中百舌鳥村、金岡村、北八下村五個行政區劃。這些區域則在1938年至1957年期間先後被併入堺市，1960年代後，開始做為大阪市外圍的新市鎮大量的興建住宅區，1980年代大阪市營地下鐵的御堂筋線更是直接延伸至此。
2000年堺市政府在此設立市政府北支所，2007年堺市成為政令指定都市時，便直接將北支所的管轄範圍設立為北區。

## 交通
區內的主要車站為中百舌鳥站，共有南海電氣鐵道高野線、泉北高速鐵道線、大阪市高速電氣軌道御堂筋線三條路線匯集於此，其中南海高野線和泉北高速鐵道的列車為互相直通營運，可往北進入堺市區，往南通往和歌山縣高野町，其中御堂筋線更可直接進入大阪市區。

### 鐵路
大阪市高速電氣軌道（大阪地下鐵）
- 御堂筋線：北花田站 - 新金岡站 - 中百舌鳥站

南海電氣鐵道
- 高野線：中百舌鳥站 - 白鷺站

泉北高速鐵道
- 泉北高速鐵道線：中百舌鳥站

## 外部連結
- OpenStreetMap上有關北區 (堺市)的地理
- （日語） 官方网站